# Hans Westen

Hans Westen, vor 1944

Hans Westen (* 24. Juni 1891 in Sankt Michael in Obersteiermark; † 15. Februar 1947 in Prag-Pankraz) war ein deutscher Industrieller und Politiker (SdP, später NSDAP) in Böhmen. Westen war Inhaber der ersten Budweiser Emaille-Fabrik.

## Leben
Der Fabrikantensohn besuchte das Gymnasium und anschließend die Handelsakademie in Wien.  Anschließend sammelte er praktische Erfahrungen in polnischen und britischen Emailliefabriken. Als Angehöriger der k.u.k. Armee nahm er am Ersten Weltkrieg teil. Er übernahm 1918 die Leitung des Familienbetriebes Südböhmische Stanz-Emaillierwerke Franz Westen in Budweis.
Politisch betätigte er sich zunächst bei der Deutschen Nationalpartei. Nach Gründung der Sudetendeutschen Heimatfront (SHF) fungierte er ab 1934 als Ortsgruppenleiter für die Partei, die 1935 in Sudetendeutsche Partei (SdP) umbenannt wurde. Von 1935 bis 1938 gehörte er für die Partei der Landesvertretung Böhmen an, 1936 wurde er Stadtverordneter in Budweis. Auf dem Höhepunkt der Sudetenkrise schloss er sich im Herbst 1938 dem Sudetendeutschen Freikorps an und wurde dort als Stabschef der Gruppe II tätig. Nach der Annexion des Sudetenlands durch das Deutsche Reich infolge des Münchner Abkommens sowie der bald darauf erfolgten Besetzung Tschechiens durch deutsche Truppen wurde er Mitte März 1939 kommissarischer NSDAP-Kreisleiter in Budweis und bekleidete diese Funktion bis zum 25. Juli 1941. Am 25. April 1939 wurde er als Abgeordneter für die Deutschen im Reichsprotektorat Böhmen und Mähren in den Reichstag entsandt und blieb dies bis 1945. Von April 1941 bis 1945 war er Präsident der Handels- und Gewerbekammer in Budweis. Bei der SS erreichte er den Rang eines Untersturmführers.
Kurz nach dem Ende des Zweiten Weltkrieges setzte er sich noch im Mai 1945 mit seiner Familie ins bayerische Haidmühle ab. Dort wurde er noch 1945 verhaftet, in die Tschechoslowakei verbracht und inhaftiert. Vom tschechoslowakischen Volksgerichtshof wurde er zum Tode verurteilt und im Gefängnis Pankrác am 15. Februar 1947 hingerichtet.